# アムステルダム (旅客船)
アムステルダム（AMSTERDAM）は、ホーランド・アメリカラインが運航していたクルーズ客船。本記事で述べている船体は3代目にあたる。

## 概要
姉妹船ロッテルダムと共に同ラインの旗艦である。夏季はアラスカ周遊、冬季はアジア・太平洋を周る。アメリカ・フロリダからの世界一周もある。全部で690室ある客室のうち約8割の557室が海に面しており、全室にバスタブが設置されている。登録港はオランダ・ロッテルダム港。
日本の初寄港地は、2005年（平成17年）10月17日、青森港新中央ふ頭である。
2014年の太平洋・極東ロングクルーズでは、釧路港、東京港（10月5日）、長崎港と日本各地に寄港した。東京には初寄港で、晴海ふ頭への接岸の際には、消防艇による歓迎放水も行われた。
本船を保有するホーランド・アメリカ社のFacebookおよび親会社のカーニバル・コーポレーションのWEBサイトにおいて、本船とロッテルダムが2020年秋にノルウェーのボヌールASAに売却の上、子会社のフレッド・オルセンにおいて「ボレット」、「ボレアリス」として運航されることが決定している
。

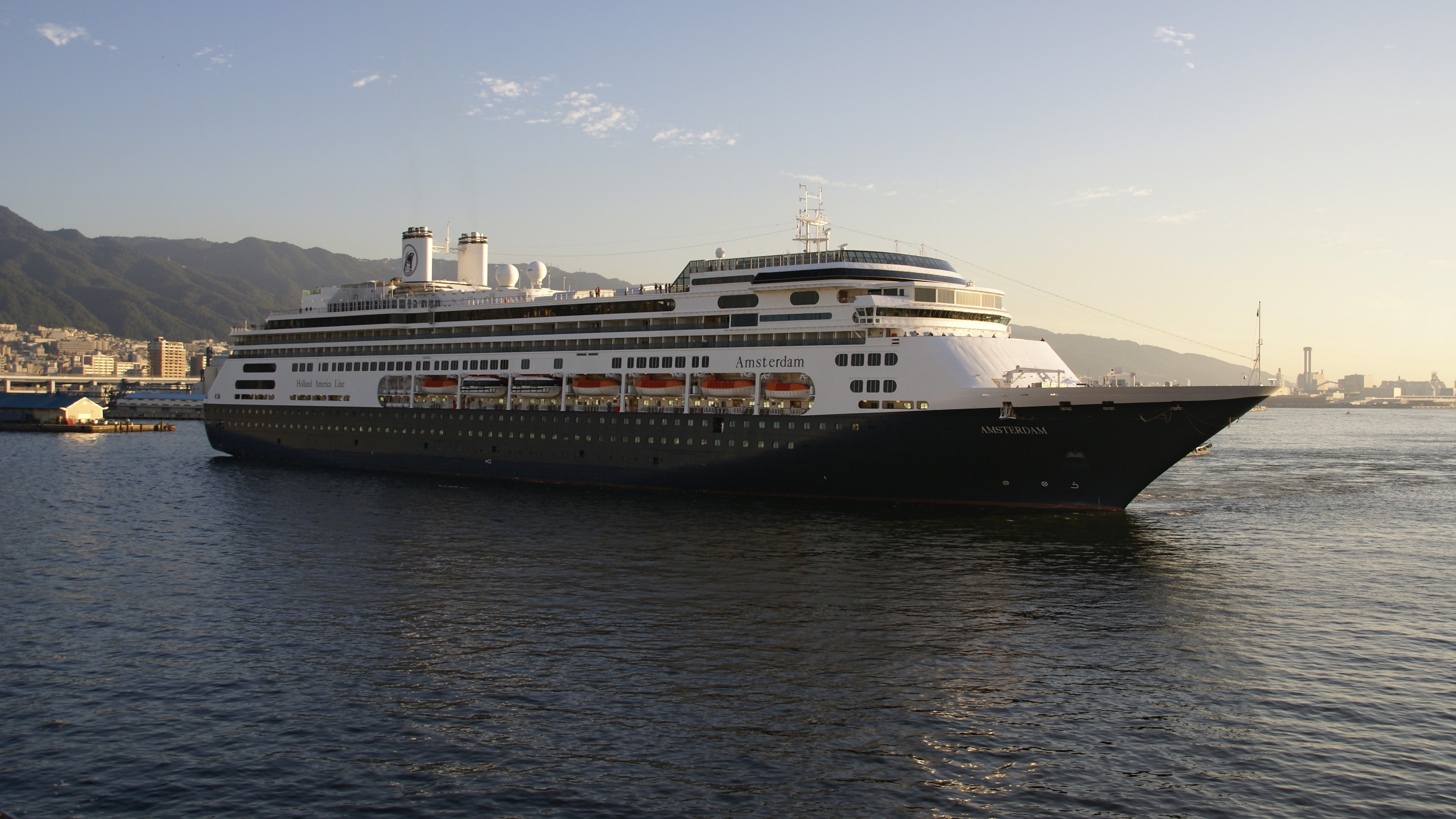
神戸港港内
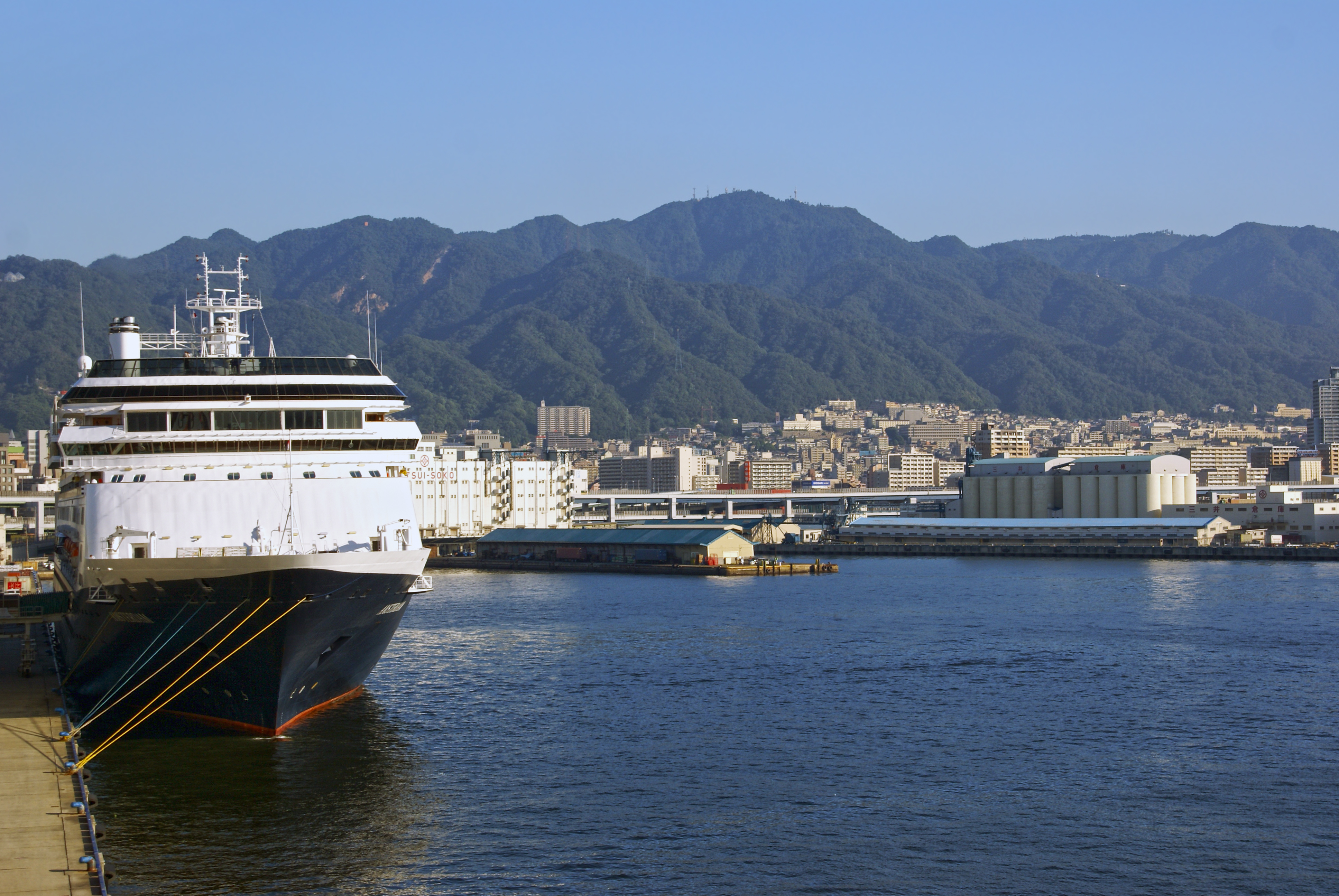
神戸ポートターミナルに接岸中
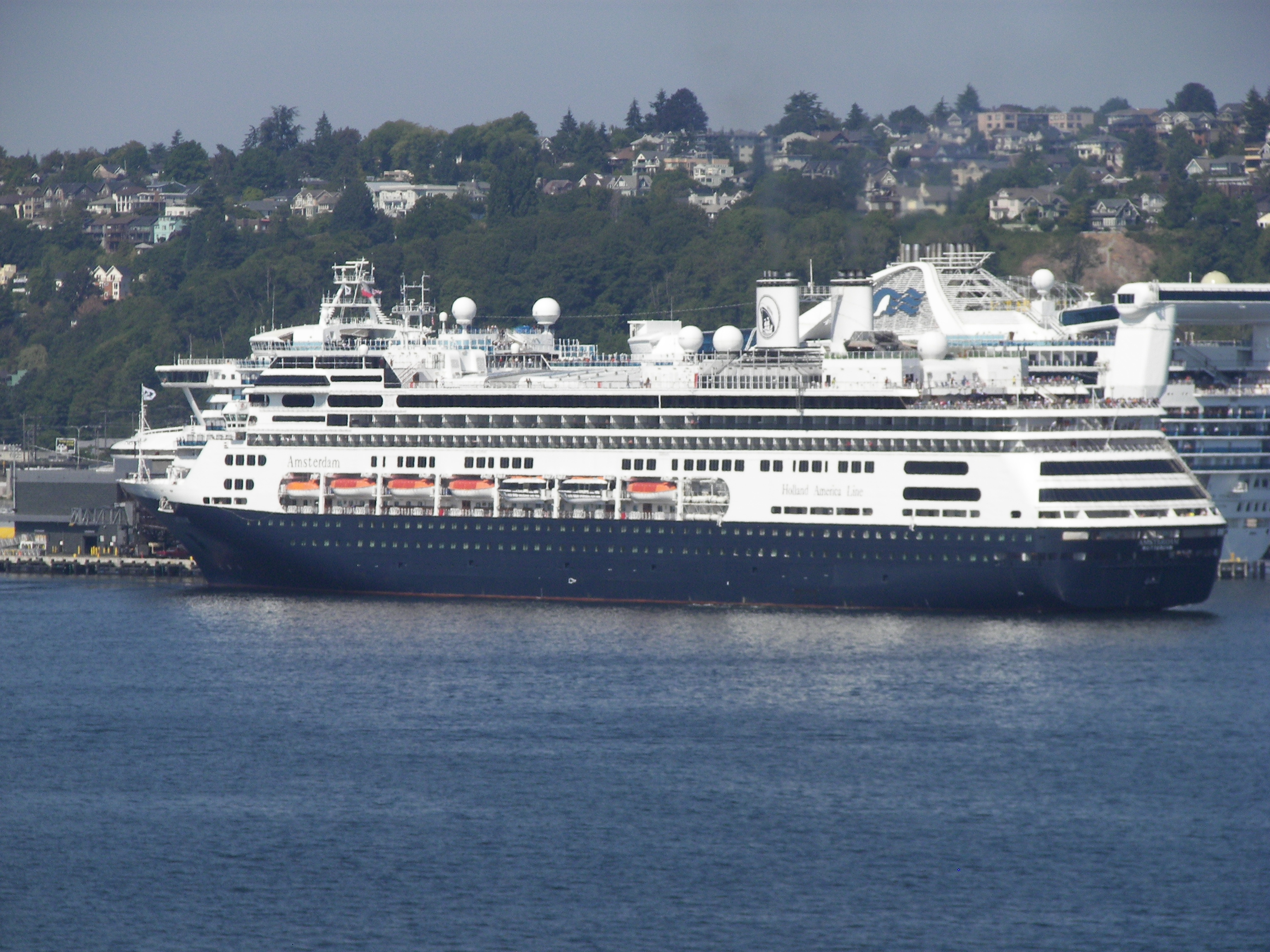
シアトル港にて